# Джузеппе Бертелло
Його Високопреосвященство кардинал Джузеппе Бертелло (італ. Giuseppe Bertello; нар. 1 жовтня 1942,  Фольїццо, П'ємонт, Королівство Італія) — італійський Куріальний кардинал, ватиканський дипломат і сановник. Титулярний архієпископ Урбісальвії з 17 жовтня 1987 року до 18 лютого 2012 року. Апостольський нунцій в Гані, Того та Беніні з 17 жовтня 1987 року по 12 січня 1991 року. Апостольський нунцій в Руанді з 12 січня 1991 року до 25 березня 1995 року. Постійний спостерігач Святого Престолу при відділенні Організації Об'єднаних Націй у Женеві з 25 березня 1995 року до 27 грудня 2000 року. Апостольський нунцій в Мексиці з 27 грудня 2000 року до 11 січня 2007 року. Апостольський нунцій в Італії з 11 січня 2007 року до 3 вересня 2011 року. Голова папської комісії у справах держави-міста Ватикан та губернатор держави-граду Ватикан з 1 жовтня 2011 року до 1 жовтня 2021 року. Кардинал-диякон з дияконством Ss. Vito, Modesto e Crescenzia з 18 лютого 2012 року.

## Раннє життя
Джузеппе Бертелло народився 1 жовтня 1942 року, в Фольїццо, П'ємонт, Королівство Італія. Бертелло був висвячений у священники 29 червня 1966 року єпископом Івреі Альбіно Менса. Отримав ліценціат у пастирському богослов'ї, а потім ступінь доктора канонічного права. Він продовжував відвідувати Папську Церковну Академію, де він вивчав дипломатію.

## На дипломатичній службіСвятого Престолу
Джузеппе Бертелло вступив на дипломатичну службу Святого Престолу в 1971 році, служив в Апостольській нунціатурі в Судані, Туреччині, Венесуелі і в Постійному представництві Святого Престолу при відділенні Організації Об'єднаних Націй у Женеві.
17 жовтня 1987 року Папа римський Іван Павло II призначив його титулярним архієпископом Urbs Salvia і призначив його апостольським нунцієм у Гані, Того й Беніні. Він був висвячений в єпископи 28 листопада 1987 року. Ординацію проводив державний секретар Святого Престолу кардинал Агостіно Казаролі, якому співслужили і допомагали архієпископ Верчеллі Альбіно Менса і єпископ Івреі Луїджі Беттацці, як основні співконсекратори. 12 січня 1991 року його переведено в Руанду, де в 1994 році він побачив найдраматичніший етап війни між хуту і тутсі. У цей час він зробив все, що міг для налагодження миру.
В березні 1995 року Іван Павло II призначив його представником в Організації Об'єднаних Націй у Женеві. Він займав пост Постійного спостерігача Святого Престолу при Організації Об'єднаних Націй у Женеві з 1997 року, і ту ж роль у Світової організації торгівлі.
27 грудня 2000 року Папа Римський доручив Бертелло іншу задачу, а саме призначив апостольським нунцієм у Мексиці, де 30 липня 2002 року він приймав Папу, який прибув з апостольським візитом у країну для канонізації Хуана Дієго Куаухтлатоатцін. 11 січня 2007 року Папою Бенедиктом XVI архієпископ Бертелло був призначений на престижну посаду апостольського нунція в Італії та Республіці Сан-Марино.

## На роботі вРимській Курії
3 вересня 2011 року Папа Бенедикт XVI прийняв, відповідно до канону 354 Кодексу канонічного права, відставку кардинала Джованні Лайоло, з постів Голови папської Комісії у справах держави-міста Ватикан та губернатора держави-гміста Ватикан, попросивши його залишитися виконувати обов'язки до 1 жовтня 2011, з усіма притаманними обов'язками своєї служби. Водночас, Папа призначив главою обох ватиканських дикастерій титулярного архієпископа Джузеппе Бертелло — апостольського нунція в Італії та Республіці Сан-Марино, який займе посаду 1 жовтня 2011 року. Джузеппе Бертелло очолив обидва відомства 1 жовтня 2011 року, в день свого 69-річчя.

## Кардинал
6 січня 2012 року було оголошено, що Папа Римський Бенедикт XVI зведе Джузеппе Бертелло в сан кардинала на консисторії 18 лютого 2012 року.
18 лютого 2012 року, в Соборі Святого Петра відбулася консисторія, на якій Джузеппе Бертелло був зведений в сан кардинала-диякона з дияконством Ss. Vito, Modesto e Crescenzia.
13 квітня 2013 кардинал Бертелло був призначений в групу кардиналів створену Папою Франциском, рівно через місяць після свого обрання, яка консультуватиме його і вивчить план перегляду Апостольської конституції про Римську курію.

## Нагороди
- Великий хрест ордена «За заслуги перед Італійською Республікою» (Італія, 4 жовтня 2008)[1]